# بيت الدويخ (مناخة)

تعديل مصدري - تعديل

بيت الدويخ هي إحدى قرى عزلة بني حسن وحسين بمديرية مناخة التابعة لمحافظة صنعاء، بلغ تعداد سكانها 57 نسمة حسب تعداد اليمن لعام 2004.